# Puente del Humber
El puente del Humber es un gran puente colgante de Inglaterra, que cruza el estuario Humber, cerca de la localidad de Hull —concretamente entre Hessle y Barton upon Humber—. Con un vano central de 1410 m, fue el puente con el vano más largo del mundo desde su inauguración, en 1981, hasta 1998, cuando fue superado por el Gran Puente de Akashi Kaikyō.

## Historia
El estuario del Humber supuso una desventaja para el desarrollo económico en ambas orillas, por lo que la construcción de un puente o un túnel fue tema de discusión durante siglos.
La primera propuesta sería para cruzar el Humber, entonces mediante la construcción de un túnel, data de 1872. La propuesta contó con el apoyo de los comerciantes y compradores de Hull, descontentos con la conexión del transbordador.
En 1928 la ciudad de Hull creó un plan para construir un puente de 4 kilómetros de lontigud al oeste de la ciudad entre las localidades de Hessle (al norte) y Barton upon Humber (al sur del estuario), pero el plan no prosperó debido a la crisis económica de 1929.
En los años 1930 se elaboraron nuevos planes para el puente, que se modificaron en 1955. La construcción del puente comenzó finalmente el 26 de julio de 1972. El Humber Bridge Act (acta) fue fomentado por la Kingston Upon Hull Corporation, dando lugar a la fundación del Humber Bridge Board para la administración del puente. Se encargó de adquirir los terrenos necesarios para la construcción del puente, así como de conseguir la suma necesaria para la construcción del mismo.
Sin embargo, en 1966 el desafío económico para la construcción del puente parecía infranqueable. El entonces primer ministro Harold Wilson se impuso frente a la ministra de Transportes, Barbara Castle, para conservar su gobierno.
Desconsolado por la larga espera para atravesar el Humber, Christopher Rowe compuso una canción a modo de protesta con el título The Humber Bridge.
Habría que esperar hasta el 17 de julio de 1981, de la mano de Isabel II, para presenciar la inauguración del puente. La planificación del puente corrió a cargo de Freeman Fox & Partners (actualmente bajo el nombre Hyder Consulting). La empresa que recibió el mayor contrato para la construcción del puente fue Sir William Arrol & Co., por aquel entonces perteneciente a Northern Engineering Industries plc.

## Financiación
Debido a que la cantidad de tráfico sobre el puente fue menor que la esperada, se prolongó el peaje más de lo inicialmente planeado.
Actualmente cuesta el peaje 2,70 libras para un vehículo automóvil. Este puente es el único en el Reino Unido en el que también las motocicletas han de pagar peaje, hecho que provocó una inusual protesta de muchos motoristas que, con la intención de aumentar el tiempo de espera, perdieron mucho tiempo para pagar el peaje, quitándose primero el casco y los guantes y pagando con billetes grandes. La protesta logró que el atasco alcanzara los 6 kilómetros.
Para asegurar el futuro del puente, el Parlamento Británico aprobó en 1996 el Humber Bridge (Debts) Act, lo que permitió reorganizar la estructura financiera del Humber Bridge Board. Se acometió la mayor parte de la deuda pero no en su totalidad. Dado que el puente acumula pérdidas de forma constante, se realizan pagos de forma continua.
En 2006 la parlamentaria Shona McIsaac presentó un proyecto de ley en el parlamento británico. Esta propuesta habría supuesto cambios en el Humber Bridge Act 1959. Los cambios habrían permitido el paso sin peaje para los trayectos motivados por tratamientos médicos, así como el nombramiento de 2 miembros del Humber Bridge Board como representantes del NHS. Aunque la medida contó con la aprobación de todo el partido (entre ellos el del ministro del interior, David Davis así como el de parlamentarios de las regiones de North Lincolnshires y East Yorkshires), no hubo tiempo aquel año para su término.
El 1 de septiembre de 2007 tuvo lugar, con el apoyo de Cancer Patients Involvement Group, del Road Haulage Association, y de la eurodiputada Diana Wallis, así como representantes del sector económico, una acción de protesta en el puente. La respuesta del gobierno fue que una posible rebaja en el precio del peaje era competencia del Humber Bridge Board.
Debido al aumento de los peajes, el Scunthorpe Telegraph, el Grimsby Telegraph y el Hull Daily Mail iniciaron en octubre de 2008 una campaña para la suspensión de los peajes o una reducción a 1 libra esterlina.

## Características del puente

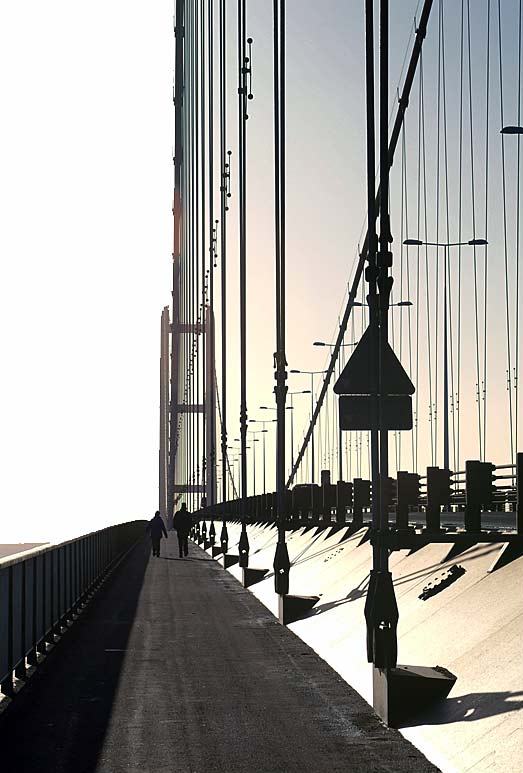
Vía para peatones y bicicletas en el lado este del puente.

El puente cuenta con una carretera de 4 carriles y con una vía para peatones y bicicletas en cada dirección. La velocidad máxima sobre el puente es de 80 km/h.
Cada pilona del puente está compuesto por dos punteros de hormigón huecos de una anchura de 6 metros en el suelo y se estrechan hacia arriba hasta los 4,5 m de anchura. La plataforma de la carretera es capaz de soportar un huracán (con una fuerza del viento de 12) y puede vibrar hasta 3 metros. Los punteros están separados en la parte superior 36 mm más que en la inferior debido la curvatura de la tierra.
Los cimientos de los punteros en la parte norte tienen una profundidad de 8 metros, mientras que los de la orilla sur tienen una profundidad de 36 metros debido a las bancos de arena en continuo movimiento.
La longitud de los cordones de acero utilizados en el puente darían la vuelta al mundo casi dos veces. Para la construcción del puente se utilizaron 480.000 t de hormigón.
Hasta la finalización del Puente del Gran Belt en junio de 1997 el puente de Humber fue, durante 16 años, el puente colgante más largo del mundo. El Gran Puente de Akashi Kaikyō, inaugurado en 1998 relegó al puente de Humber al tercer puesto, si bien actualmente ocupa el quinto puesto tras la construcción de dos puentes colgantes en China. Sigue siendo el único puente más largo del mundo que puede atravesarse a pie, y es la atracción principal del Humber Bridge Half Marathon.

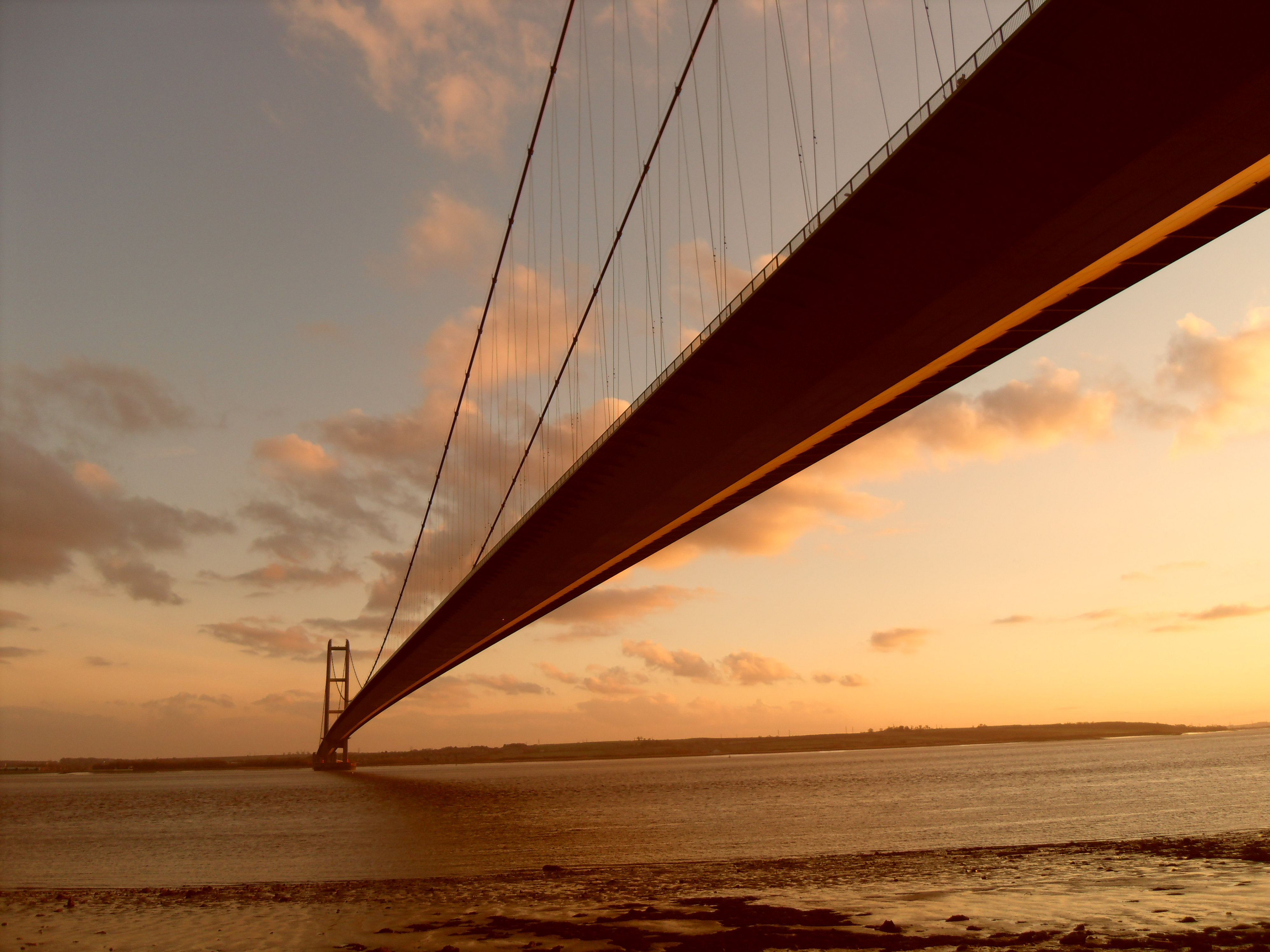
Vista del puente al anochecer.

La distancia entre Hull y Grimsby se redujo en 80 kilómetros gracias al puente. Antes de la construcción del puente el medio habitual eran los ferries entre Hull y New Holland, otra posibilidad era atravesar Ouse vía Goole el río Trent en Scunthorpe mediante las autopistas autopista M62, M18 y M180. En 1968 había incluso entre Grimsby y Hull una conexión mediante aerodeslizador, que cesara poco después por frecuentes problemas técnicos.

Puente Humber

### Tarifas de peaje
El coste actual por trayecto es de:
- £1,30 para una motocicleta
- £2,80 para un automóvil de menos de 3,5 t
- £4,90 para automóviles entre 3,5–7,5 t
- £10,90 para automóviles con más de 7,5 t y con dos ejes
- £14,60 para automóviles de más de 7,5 t y con 3 ejes
- £18,30 para automóviles de más de 7,5 t y con 4 ejes

| Predecesor: Puente Verrazano Narrows (Brooklyn−Staten Island, NY) | Puente con el vano más largo del mundo 1991-1998           | Sucesor: Gran Puente de Akashi Kaikyō (Kōbe−Awaji, JAP) |
| Predecesor: Puente Forth Road (Firth of Forth)                    | Puente con el vano más largo del Reino Unido 1991-presente | Sucesor: —                                              |

## Galería de imágenes

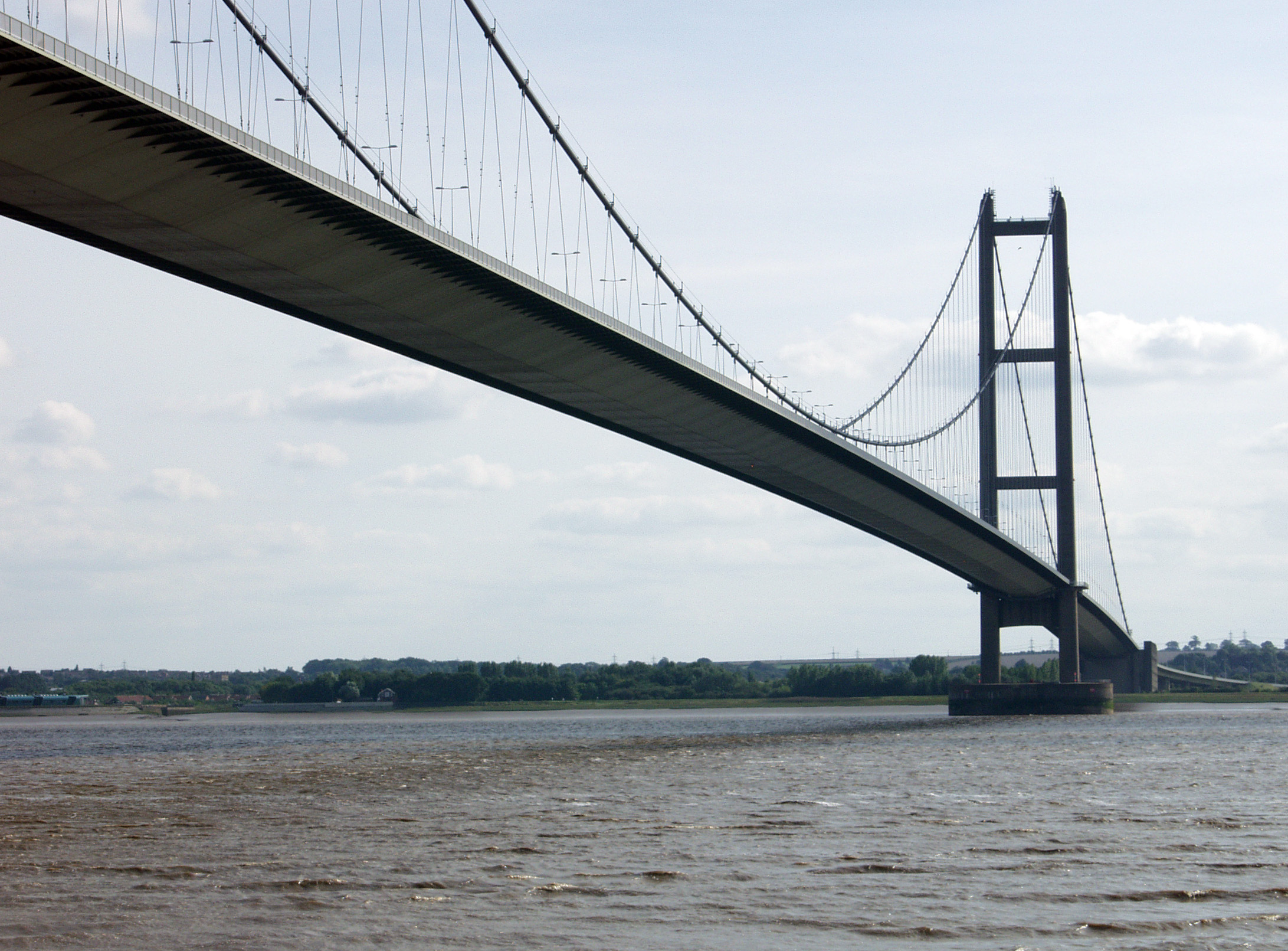
Vista desde el lado norte...
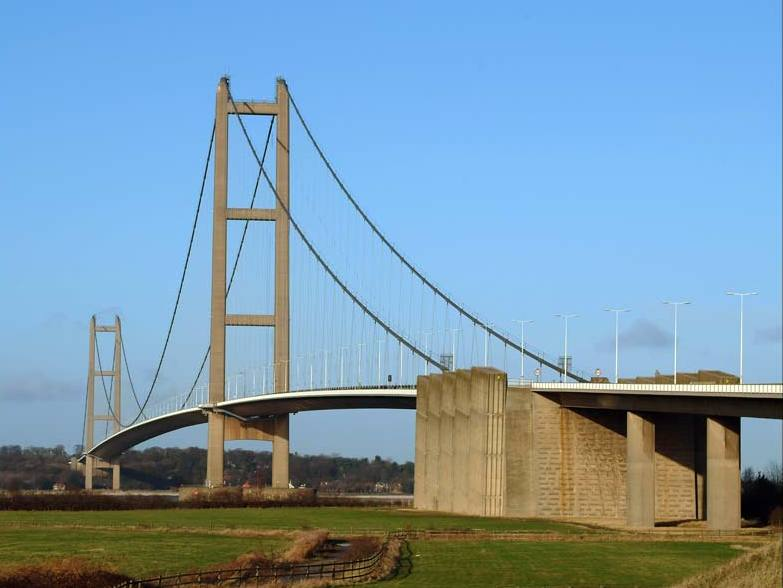
y desde el lado sur.